# Mazzo di Valtellina
Mazzo di Valtellina (Maz in dialetto valtellinese) è un comune italiano di 1 012 abitanti della provincia di Sondrio, in Lombardia.
Mazzo è situato in alta Valtellina, nella comunità montana della Valtellina di Tirano, in un'area di primaria importanza: a pochi chilometri da Tirano, crocevia verso la Svizzera, è adagiato ai piedi del Passo del Mortirolo, che permetteva un facile accesso alla Val Camonica e successivamente ai territori della Repubblica di Venezia, che aveva interessi nel commercio con i paesi di lingua tedesca.

## Geografia fisica

### Territorio

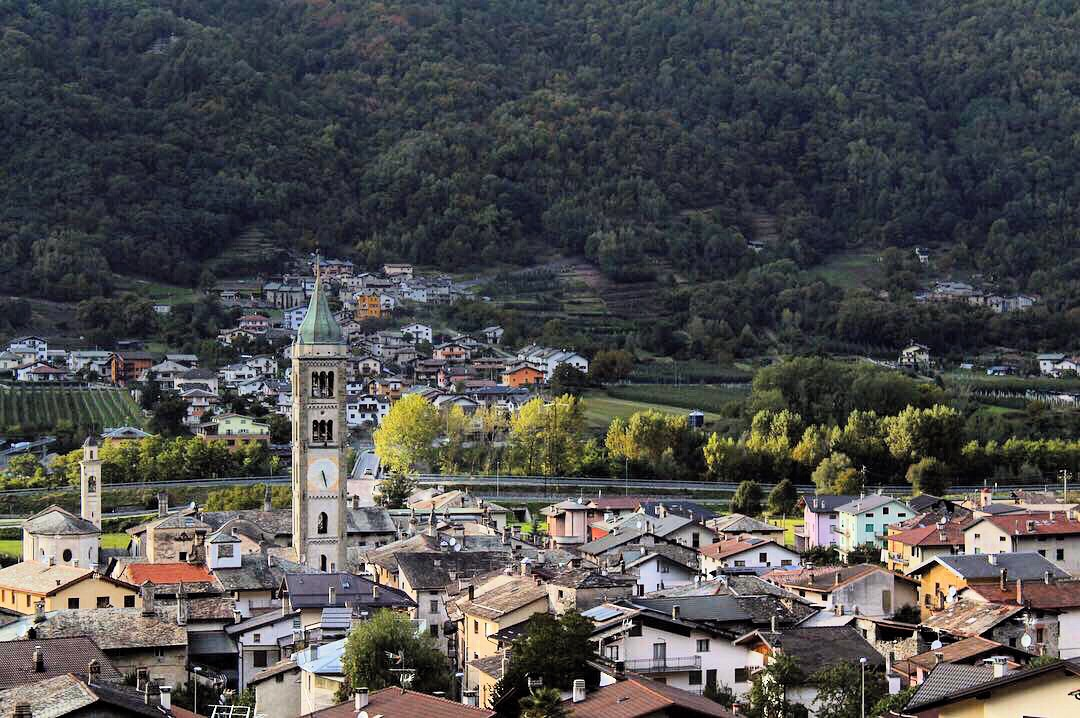
Vista su Mazzo

Mazzo di Valtellina confina con i seguenti comuni: Grosotto, Monno, Tovo di Sant'Agata e Vervio. Il comune copre un'area di 15,32 km².
L'altitudine massima si attesta intorno ai 3 000 m s.l.m. Il territorio è esteso su entrambi i versanti della valle, tracciata dal corso del fiume Adda. Sulle pendici dei monti, sono presenti boschi di castagno e man mano che si sale si sviluppano boschi di conifere miste. Nella parte alta delle montagne, sono presenti pascoli e distese erbose.

## Origini del nome
Il nome di Mazzo deriva dalla famiglia tirolese dei "de Mazia" o "von Matsch", originaria della omonima valle in val Venosta, che giunse in Valtellina nel corso dell'XI secolo (e che, a motivo della zona di provenienza, prese il nome di "Venosta").

## Storia
Mazzo si trova in un'area di rilievo primario: trovandosi ai piedi del passo del Mortirolo permetteva un facile accesso alla Val Camonica e successivamente ai territori della Serenissima Repubblica di San Marco, che aveva interessi strategici ai commerci con i paesi di lingua tedesca.
Ciò attirò nel paese alcune famiglie nobili, tra cui i Venosta della Val di Mazia, i Lavizzari ed i Quadrio, i cui stemmi nobiliari si osservano su diversi palazzi.

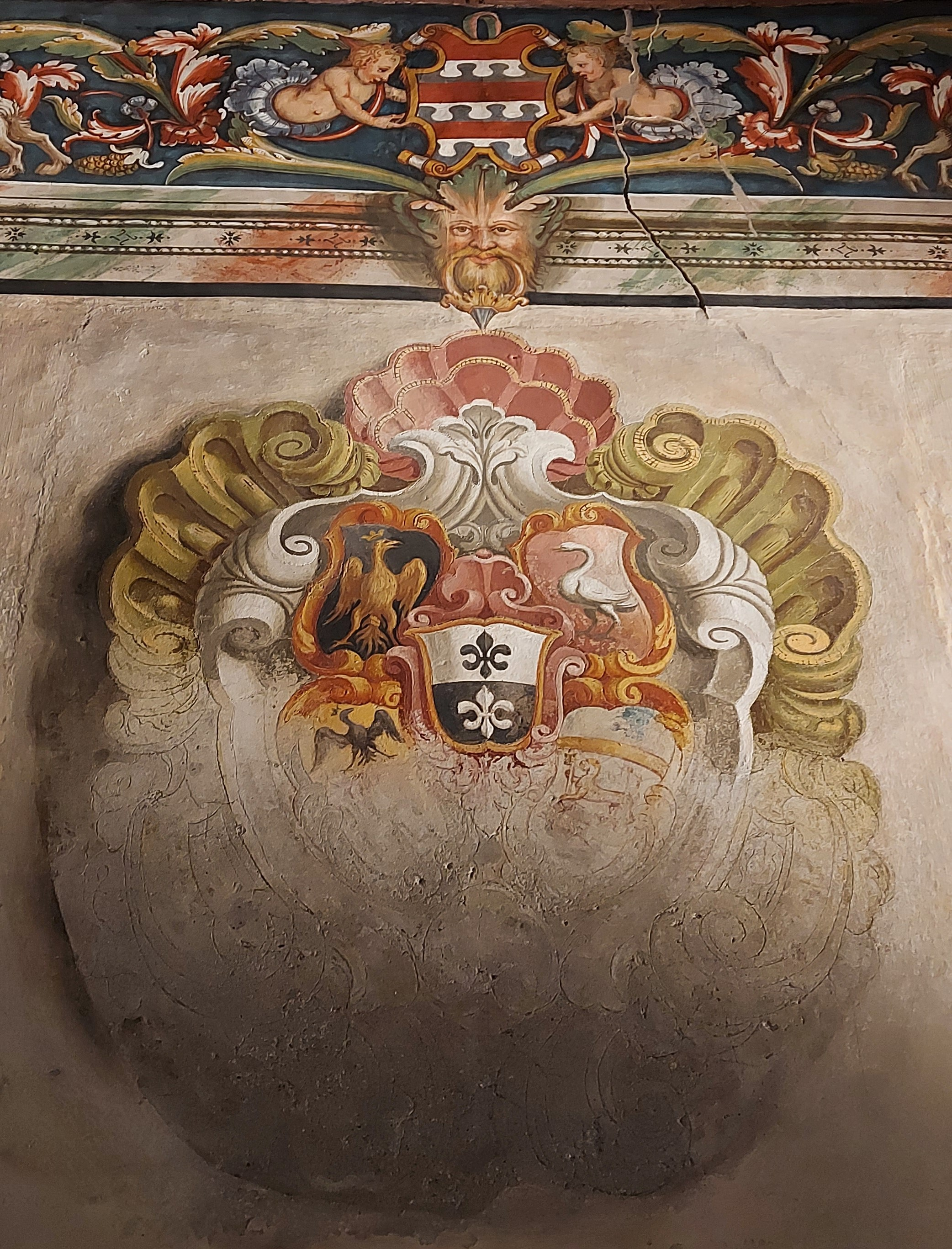
Uno degli stemmi del Palazzo Lavizzari

Il territorio di Mazzo fu abitato fin da epoche remote e preistoriche. Lo provano i massi cuppellati ritrovati lungo il versante orobico e le celebri incisioni rupestri scoperte nel 1966 dall'archeologo Davide Pace sulla Rupe Magna di Grosio: le più antiche risalgono al IV-III millennio a.C., mentre le più recenti ai secoli VIII-VI a.C.
Mazzo venne conquistata dall'Impero romano nel 16 d.C. Con la disgregazione dell'Impero romano d'Occidente e le invasioni delle popolazioni germaniche, probabilmente Mazzo fu inglobata, dopo il 489, nel regno ostrogoto di Teodorico. Nello stesso secolo il cristianesimo fece la sua comparsa nella valle.
Nell'VIII secolo la Valtellina passò sotto la dominazione longobarda. Tracce di questa presenza sono rinvenibili nei termini dialettali. Per citarne solo alcuni, di uso piuttosto comune, si possono segnalare "sberlüsc'" (lampo), "güdàzz" (padrino), "sluzz/slòz" (bagnato), "balòss" (furbo, furfante), "maschérpa" (ricotta), "gnècch" (di malumore), "lifròch" (sciocco), "bütér" (burro), "scràna" (panca), "stracch" (stanco), "menegold" (coste, bietole), "trincà" (bere), "sgrafignà" (rubare), "grignà" (ridere), "biótt" (nudo), "rüt" (rifiuto), "bródeg" (sporco), "ghèi" (soldi).
Quando nel 774 Carlo Magno sconfisse i Longobardi, Mazzo venne sottoposto alla nuova dominazione franca. Una leggenda (priva di fondamento storico) vuole che proprio al Passo del Mortirolo Carlo Magno avrebbe sterminato un gran numero di Camuni rimasti pagani, e che il passo dovrebbe il nome a tale battaglia.
Le prime testimonianze scritte su Mazzo risalgono al 795, dove veniva citata dall'imperatore dei Franchi Lotario la presenza dell'omonima pieve, estesa da Sernio a Sondalo. Coloro che abitavano nella Pieve godevano di parecchi diritti (tra cui nomina e revoca dei piccoli feudatari, diritto di fodro durante le guerre, nomina dei parroci etc.) che però vennero revocati nel tempo.
Dopo l'anno mille, la pieve di Mazzo dedicata a Santo Stefano ebbe un ruolo fondamentale nella diffusione della fede cristiana in Valtellina (insieme ad altre, tra cui quella di Ardenno, Bormio, Chiavenna, Samolaco, Sondrio e Teglio): un documento del 1240 ne attesta infatti l'importanza all'interno della diocesi di Como, di cui era una delle quattro pievi principali.
La frammentazione dell'impero di Carlo portò all'annessione del Regno d'Italia a quello di Germania. Nell'XI secolo arrivò in Valtellina un ramo della famiglia dei de Mazia o von Matsch, originaria della Val Venosta, che aveva ricevuto dall'imperatore Enrico IV il compito di tenere aperti i valichi alpini al passaggio delle truppe imperiali. Ai Venosta, che decisero di risiedere a Grosio e formarono una potente alleanza con i Visconti meneghini, vennero dunque assegnati dal Vescovo di Como i diritti feudali su Mazzo, che furono conservati fino al 1512, anno di inizio della dominazione delle Tre Leghe Grigie sul territorio valtellinese.

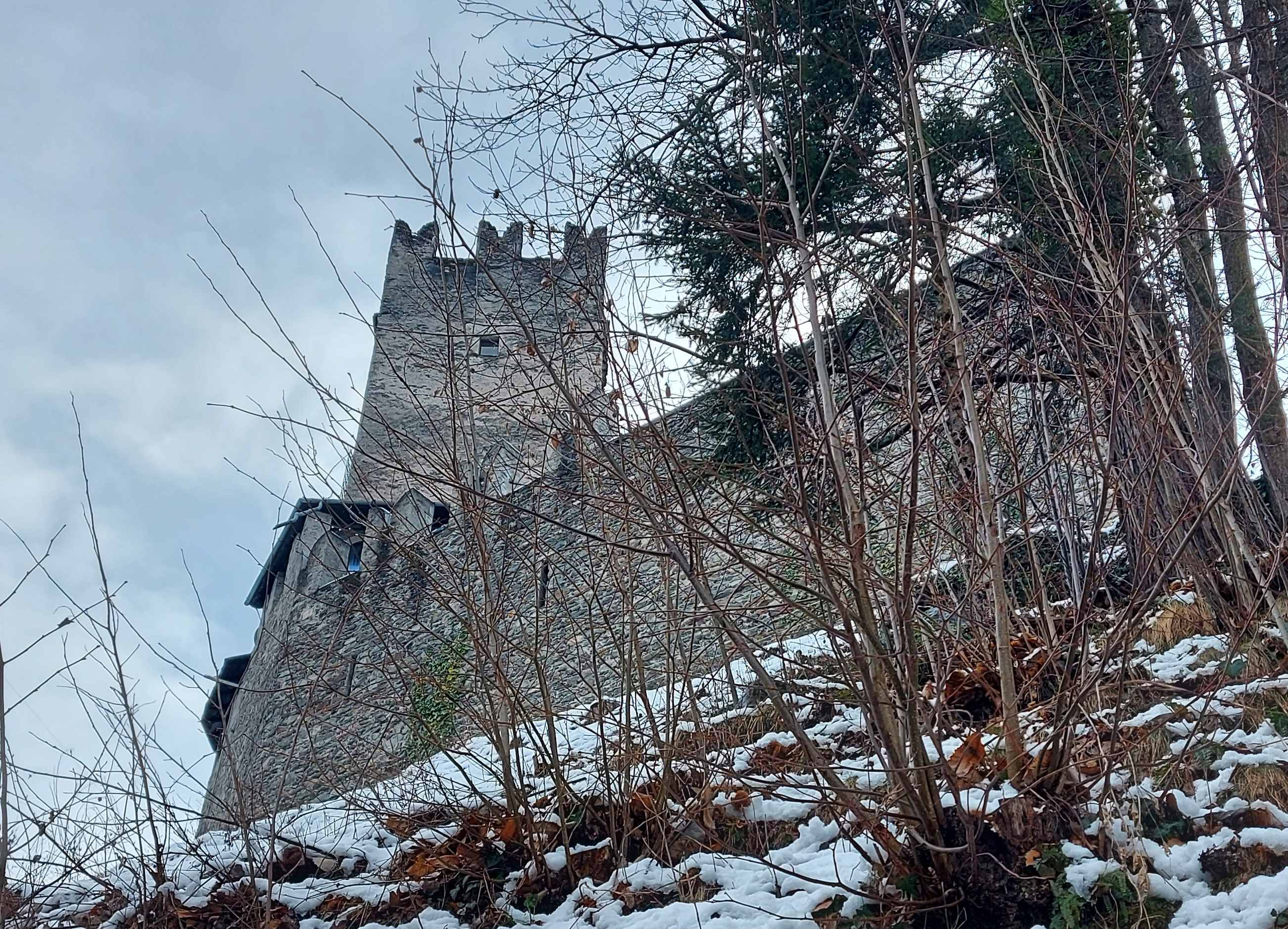
Torre di Pedenale

Nel XIII secolo la famiglia Venosta costruì, nel raggio di una ventina di chilometri, un sistema di fortificazioni di cui, a Mazzo, resta solamente la torre, nota come Torre di Pedenale.
Nel 1335 Mazzo (assieme all'intero territorio della Valtellina e di Como) passò sotto la dominazione dei Visconti di Milano e durante la metà del Quattrocento sotto quella degli Sforza. Essi dovettero fronteggiare i primi tentativi di egemonia sulla Valtellina operati dalle Tre Leghe Grigie. A partire dal 1487 l'esercito grigione, scendendo dalla Valdidentro, saccheggiò a più riprese Bormio e i territori vicini, a titolo di risarcimento per la mancata esenzione dai dazi doganali da parte del governo di Ludovico il Moro.
Mazzo, come del resto l'intera Valtellina, venne conquistato nel 1513 dalle Tre Leghe, dopo la caduta di Ludovico il Moro e un breve dominio francese; il territorio rimase sotto la giurisdizione dei Grigionesi sino al 1797, quando venne annesso alla neonata Repubblica Cisalpina, insieme a gran parte di Lombardia ed Emilia-Romagna. Conclusosi il dominio napoleonico, Mazzo passò al Regno Lombardo-Veneto, fino all'Unità d'Italia, nel 1861, quando divenne parte del Regno d'Italia. Con il referendum del 1946, Mazzo divenne parte della Repubblica Italiana.

### Simboli

Gonfalone civico

Lo stemma, il gonfalone e la bandiera municipale sono stati concessi con decreto del presidente della Repubblica del 9 dicembre 2021.
Stemma
(D.P.R. 09/12/2021)
Lo stemma con la croce risale al XVI secolo e potrebbe essere messo in relazione al fatto che Mazzo fu sede di una pieve.
Gonfalone
(D.P.R. 09/12/2021)
Bandiera
(D.P.R. 09/12/2021)

## Monumenti e luoghi d'interesse

### Architetture religiose
Complesso chiesastico di Santa Maria
Il complesso chiesastico di Santa Maria si compone di tre edifici principali collegati tra di loro per mezzo di un loggiato interno: il battistero medievale, la chiesa di Santa Maria (1452) e l'oratorio seicentesco (una cappella di piccole dimensioni destinata alla preghiera e al culto privato di famiglie o comunità). L'edificio ha subito numerosi restauri nel Seicento e nel Novecento: vi sono però all'interno un'interessante ancona, datata 1489, opera di Giovanni Malacrida, autore anche di uno stendardo del Duomo di Como.
Pare che tutte le pareti esterne, che appaiono perlopiù bianche e spoglie, fossero affrescate con stemmi araldici, iscrizioni, segni zodiacali, la rappresentazione dei Mesi e complesse rappresentazioni andate perdute.
Battistero di San Giovanni Battista

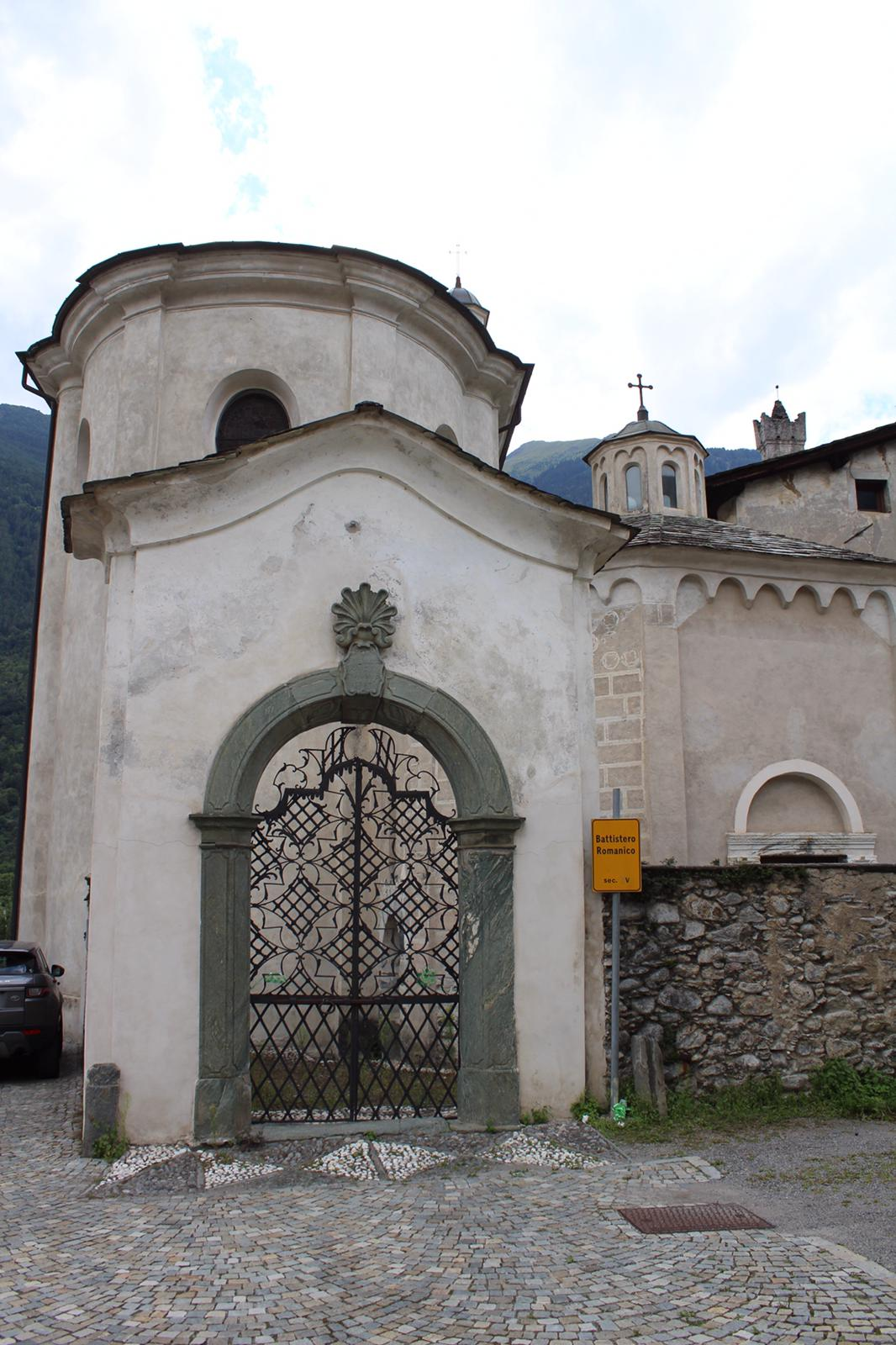
Il battistero

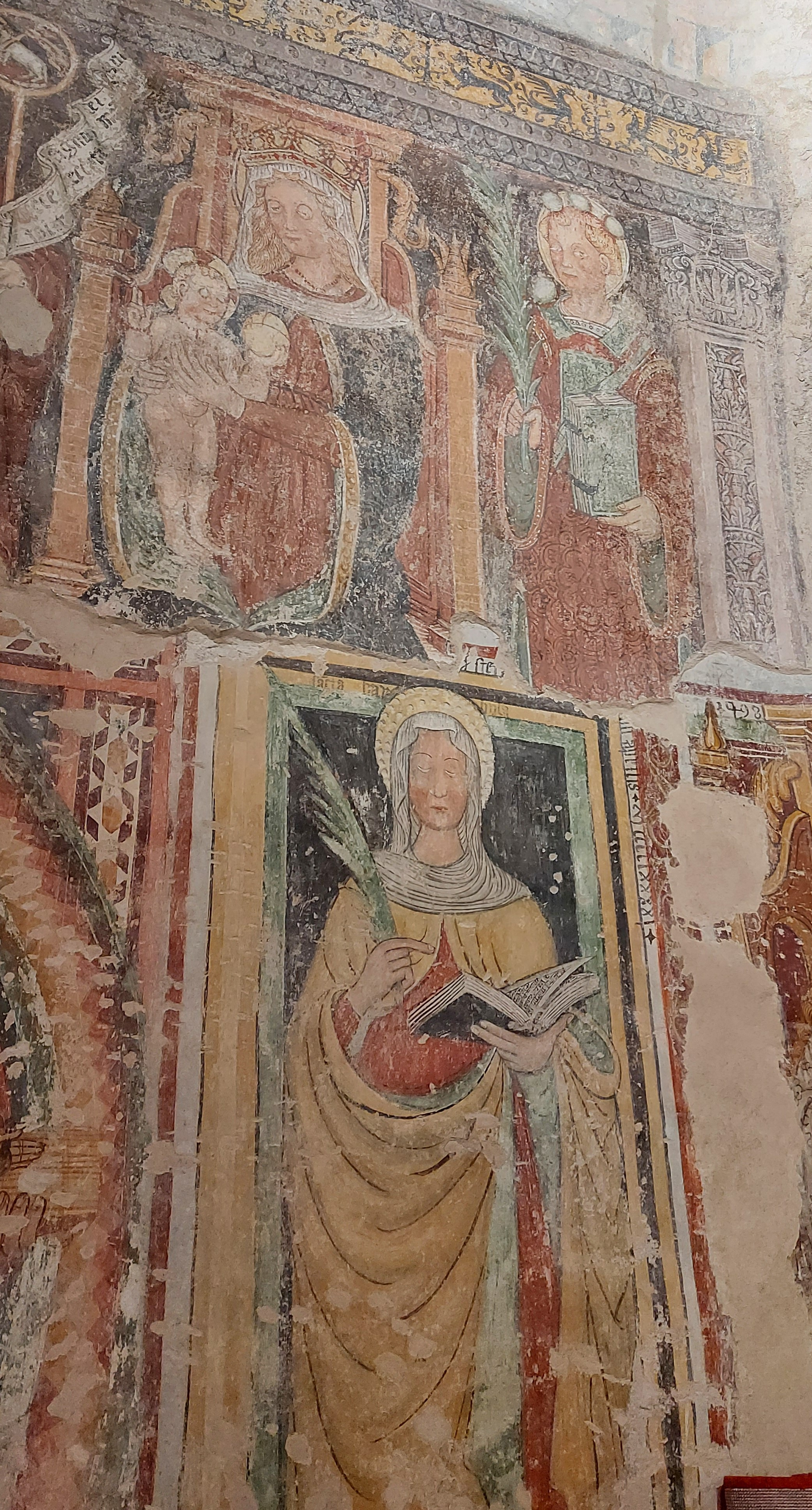
Parte dell'affresco del battistero di Mazzo

Il fonte battesimale a immersione risalente al VII secolo d.C. è il monumento più antico di Mazzo. Fu edificato intorno all'XI secolo su di un preesistente luogo di culto pagano che risaliva all'824, di forma circolare, menzionato in un proclama dell'imperatore Lotario I.
All'edificio attuale, di forma ottagonale (la quale ha un forte valore simbolico poiché rappresenta i sette giorni della Creazione in aggiunta al giorno del Giudizio), si accede varcando l'elegante portale di marmo risalente ai primi anni del Cinquecento, decorato a bassorilievo con delle figurazioni di carattere religioso, tra cui spiccano le figure dei santi Rocco e Sebastiano e dell'arcangelo Gabriele intento ad annunciare la lieta novella alla Vergine. Come da tradizione iconografica, l'angelo è rappresentato a sinistra, mentre la Vergine si trova sulla destra.
La vasca a immersione risale al VII secolo ed è la più antica in Valtellina.
La decorazione pittorica originale, all'interno, è andata in larga parte perduta ma si conservano due cicli di affreschi tardo quattrocenteschi (su uno di questi è riportata la data 1492) attribuiti al pittore locale noto come Giovannino da Sondalo: questi rappresentano Santa Barbara, Santo Stefano e San Giovanni Battista accompagnati da un'interessante raffigurazione della Trinità.
Chiesa di Santo Stefano Protomartire

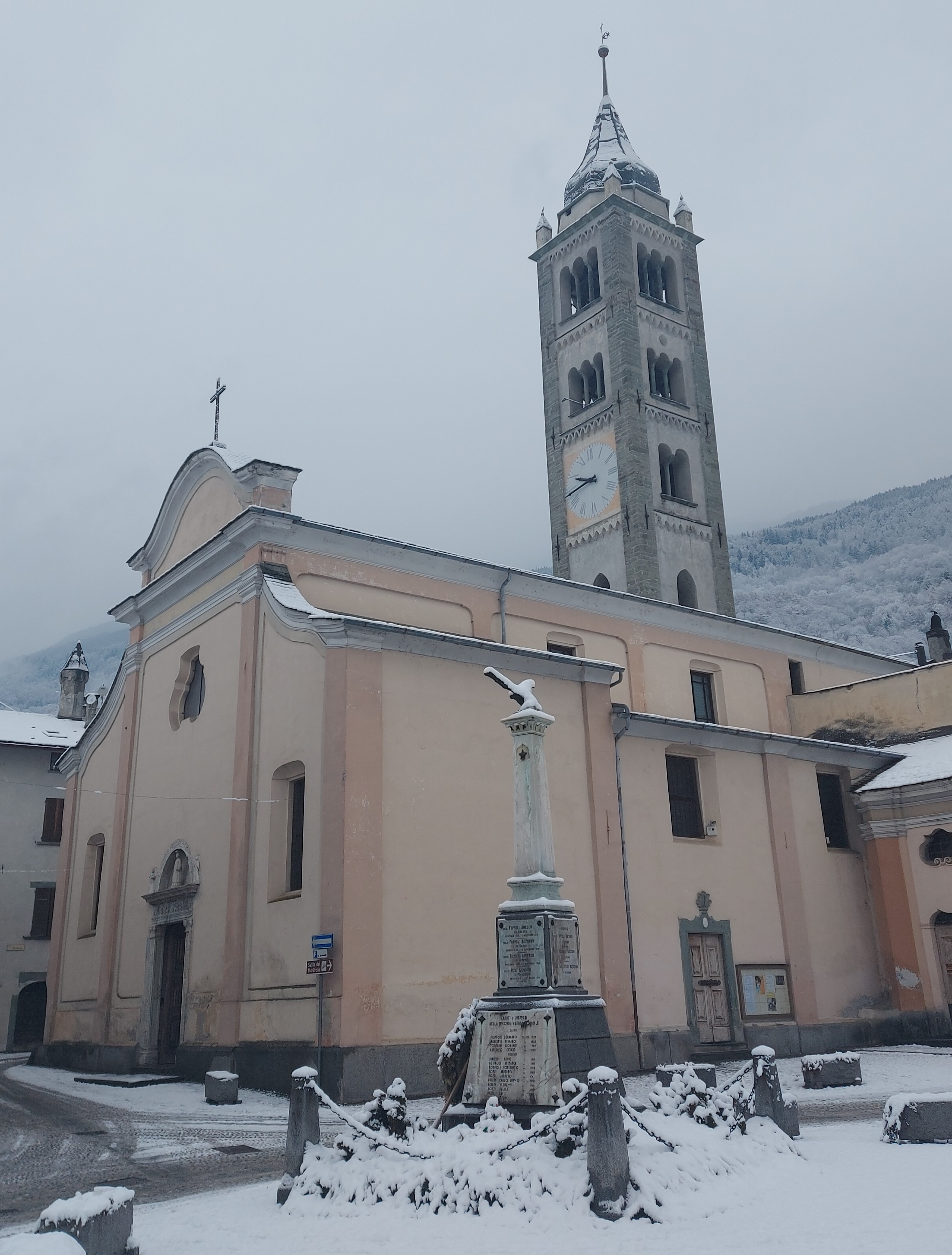
La chiesa di Santo Stefano in inverno

La chiesa arcipretale sorge con probabilità nel corso dell'VIII secolo. Fu completamente restaurata negli anni '30 del XVI secolo perché la torre campanaria crollò portandosi via metà della chiesa. Il campanile presenta quattro aperture, le ultime due a forma di trifora con archetti gotici. La chiesa presenta un portale di marmo bianco (1508) firmato Bernardino da Maroggia e un portone in legno scolpito risalente al 1597. Nella strombatura sono presenti due bassorilievi rotondi che mostrano i volti dei regnanti dell'epoca, Luigi XII e Anna di Bretagna. L'interno a tre navate è contraddistinto da uno stile barocco, sia per quanto riguarda i cicli pittorici delle volte, sia per quanto riguarda i singoli apparati decorativi: si segnalano la pala d'altare della Madonna del Rosario, in legno e impreziosita da 25 formelle intagliate con maestria, e l'altare in marmo bianco, che ha sostituito un prezioso trittico in legno dorato presente al Museo Poldi Pezzoli di Milano. Una menzione a parte meritano la sagrestia, un tempo cappella cimiteriale, impreziosita da una serie di cicli di affreschi ad opera del Valorsa e il portale di marmo, opera di Bernardino de' Maroggia (1508) sul quale compaiono figurazioni sia grottesche che di carattere religioso.
L'altare della Madonna
La pala d'altare venne commissionata dalla Confraternita del Rosario e intagliata da autore ignoto nel 1609. La nicchia centrale presenta la statua della Madonna del Rosario, la quale risale probabilmente ad almeno un secolo prima rispetto al resto della struttura. La Madonna, secondo le consuetudini diffuse tra il XVII-XVIII secolo, era dotata di un ricco corredo costituito da abiti preziosi e gioielli. Purtroppo non è rimasto più nulla dell'antico corredo, ad eccezione del mantello in broccato francese del XVIII secolo. Ai lati della Vergine spiccano le statue dei Santi vescovi, Carlo Borromeo a destra e Nicola a sinistra. Tutt'intorno vi sono 15 formelle a rilievo con i Misteri del Rosario. A sinistra troviamo i gaudiosi, a destra i gloriosi, mentre sopra le tre nicchie sono collocati i dolorosi. Nella parte superiore dell'ancona è presente San Domenico da Guzman che regge una corona del rosario, andata perduta. Una cancellata con volute in ferro battuto e ottone in cui si riconoscono fiori di giglio, cariatidi e capitelli ionici, fu eseguita nel 1614 da Giovanni Battista Scalvino e chiude l'altare su cui è posta l'ancona.
Chiesa di San Matteo
In origine la chiesa di San Matteo era situata poco sopra l'edificio presente, costruita in pietra e di piccole dimensioni. Fu abbandonata e trasformata in baita dopo l'edificazione della nuova chiesa. Sul retro è sopravvissuto l'abside semicircolare e sulla facciata a capanna spicca un affresco raffigurante la Madonna in trono col Bambino e i santi Rocco e Matteo, attribuibile a Cipriano Valorsa.
La costruzione della chiesa nuova cominciò a partire dal 1667. Esternamente, sopra al portale in pietra verde, troviamo un affresco attribuito a Giambattista Muttoni. All'interno decorazioni pittoriche del pittore Francesco Piatti rappresentano quattro episodi tratti dal Vecchio e dal Nuovo Testamento; l'arredo è invece andato in gran parte disperso a seguito della profanazione durante la seconda guerra mondiale e del conseguente abbandono. La chiesa è stata restaurata e riconsacrata nei primi anni 2000.
Chiesa di Sant'Abbondio
Risalente all'anno 1400, la chiesa è famosa per gli affreschi raffiguranti il Giudizio Universale. L'interno presenta un'unica aula con copertura a capriate e un'abside semicircolare. La sagrestia è stata ricavata entro la base del massiccio campanile.

### Architetture civili
Rifugio Antonioli
È situato lungo la strada del Passo del Mortirolo, a 1 750 m s.l.m.

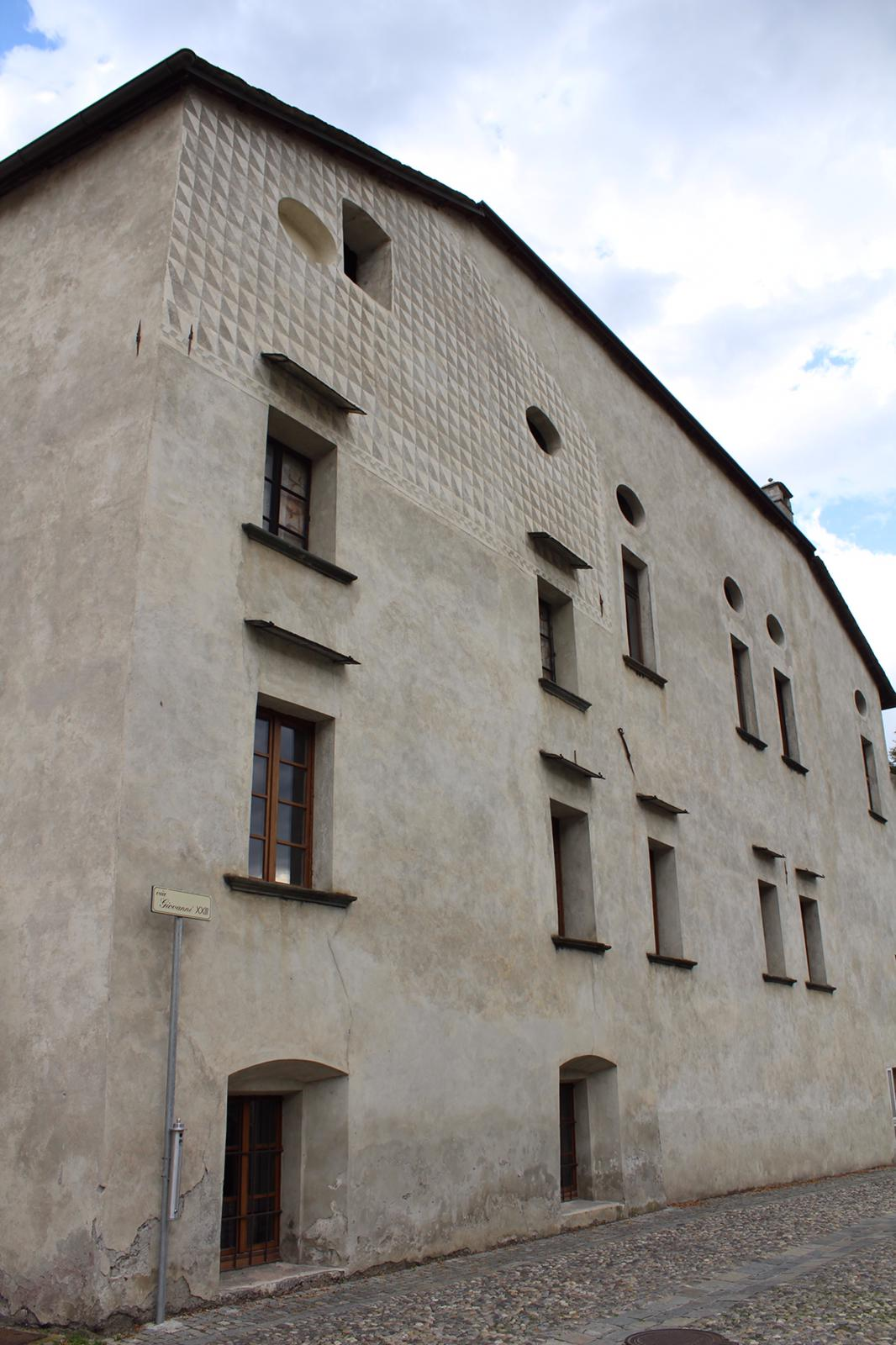
Palazzo Lavizzari
Il palazzo, costruito nel 1536, è composto da due corpi: quello più antico apparteneva ai Venosta, mentre quello più nuovo ai Lambertenghi. Nel 1650 il palazzo passò interamente alla famiglia Lavizzari. Nell'androne d'ingresso troviamo lo stemma delle famiglie e un fregio monocromo che riprende quello interno al salone.
L'ampio salone a pian terreno, il "Salone degli Stemmi", venne affrescato nel 1543 con un fregio araldico rappresentante gli stemmi delle famiglie legate, per parentela o amicizia, ai proprietari. Il soffitto a cassettoni è risalente invece al 1536. Fino agli anni '70 il salone era utilizzato come cinema e teatro.

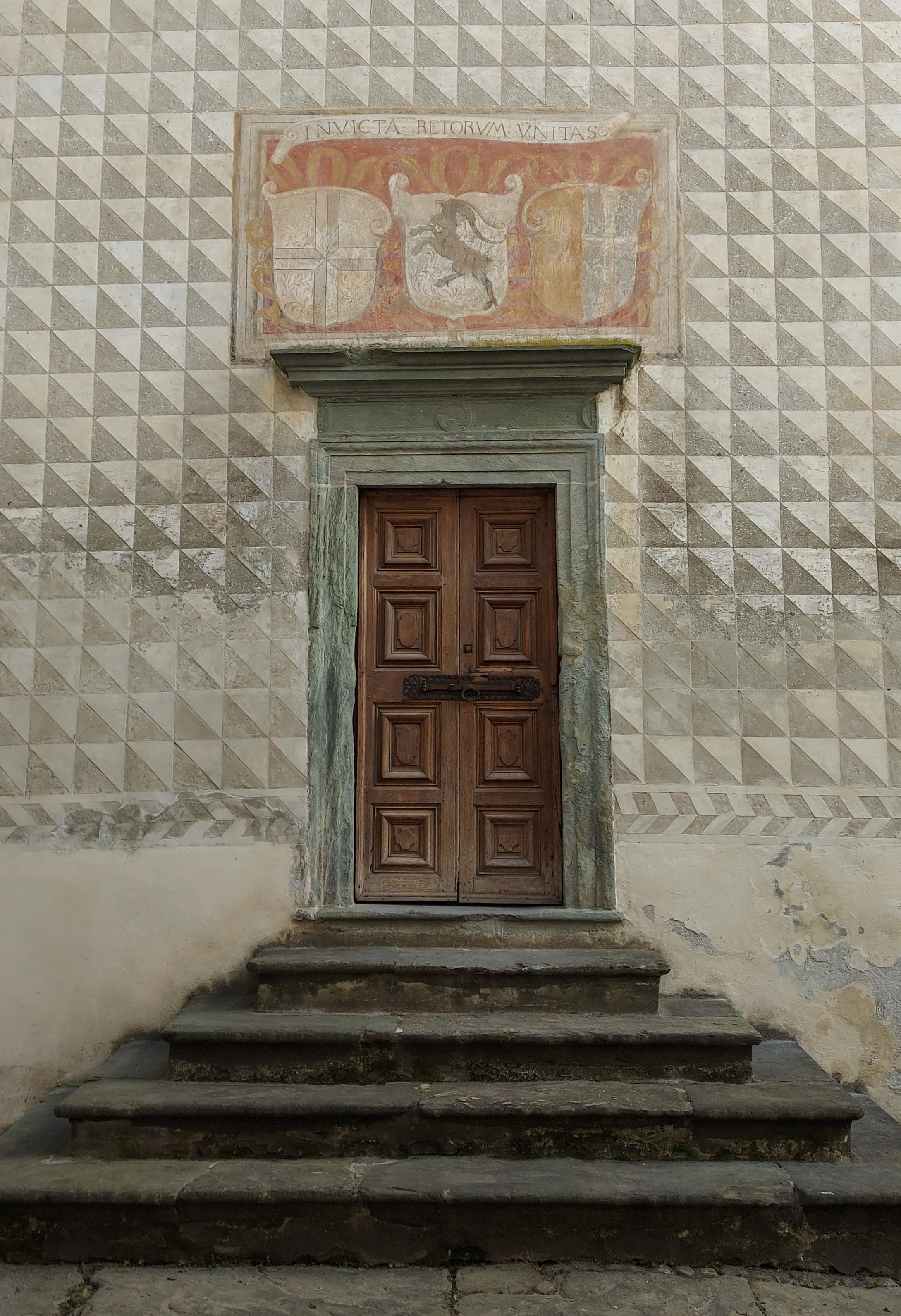
Affresco del Palazzo Lavizzari con lo Stemma delle Tre Leghe

Sopra la porta d'ingresso va segnalato lo stemma delle Tre Leghe, che lega il palazzo alla storia della Valtellina: quando la valle era sotto la dominazione svizzera, tre Leghe formarono nel 1471 un'alleanza per difendersi meglio dal potere austriaco, preludio della nascita del Canton Grigioni.

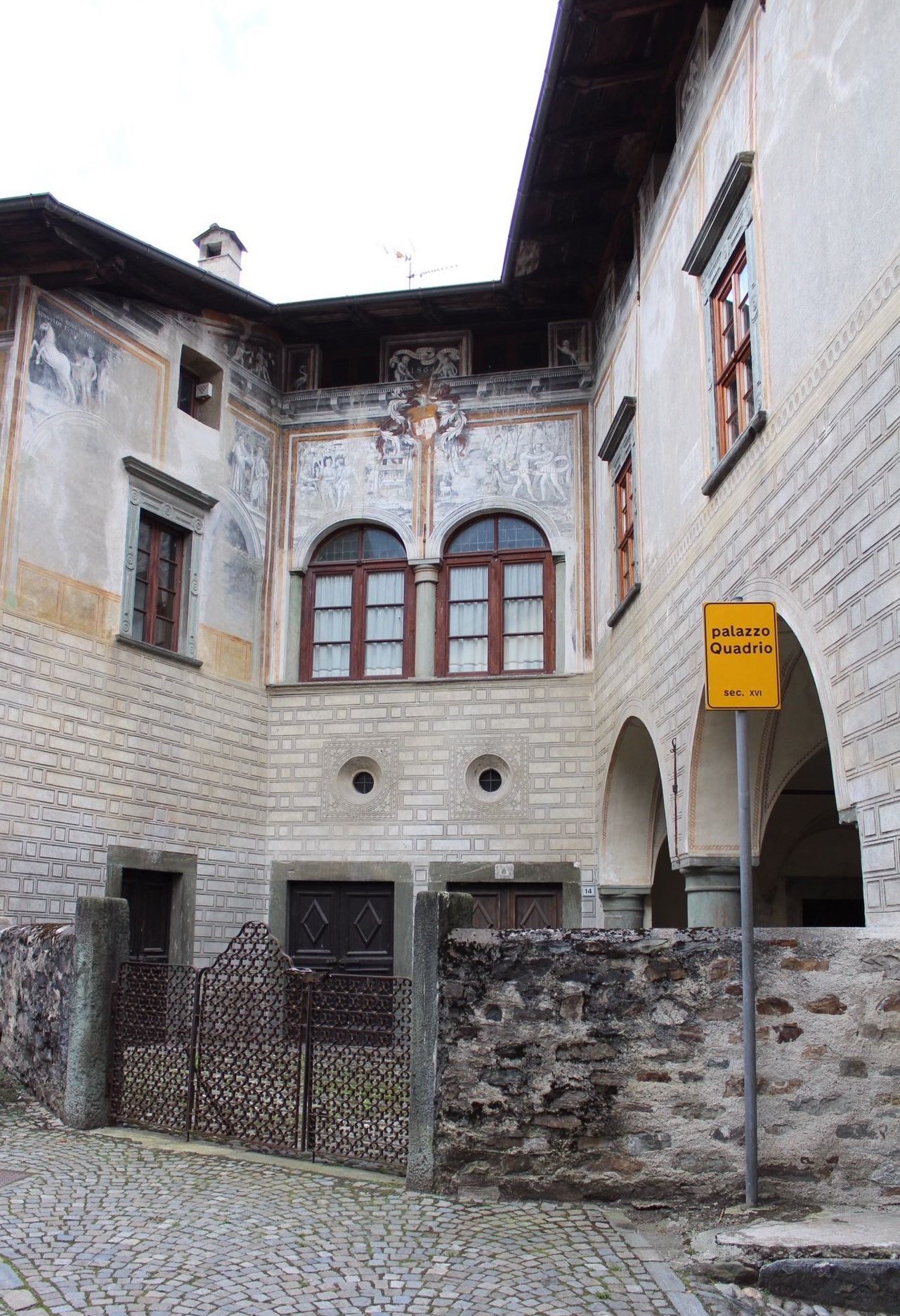
Palazzo Quadrio
Ristrutturato in epoca cinquecentesca, il Palazzo presenta esternamente nella parte bassa una decorazione a graffito, mentre nella parte alta un ciclo di affreschi a monocromo che rappresentano, da un lato, la triade delle muse e dall'altro, la consegna della mela d'oro da parte di Paride a Venere, evento da cui scaturirà la guerra di Troia e, di conseguenza, tutta la tradizione dell'epica classica. Lo stemma della famiglia Quadrio campeggia sopra la bifora al centro della facciata. Sottostante ad esso si trova lo stemma dei Venosta.
Palazzo Venosta

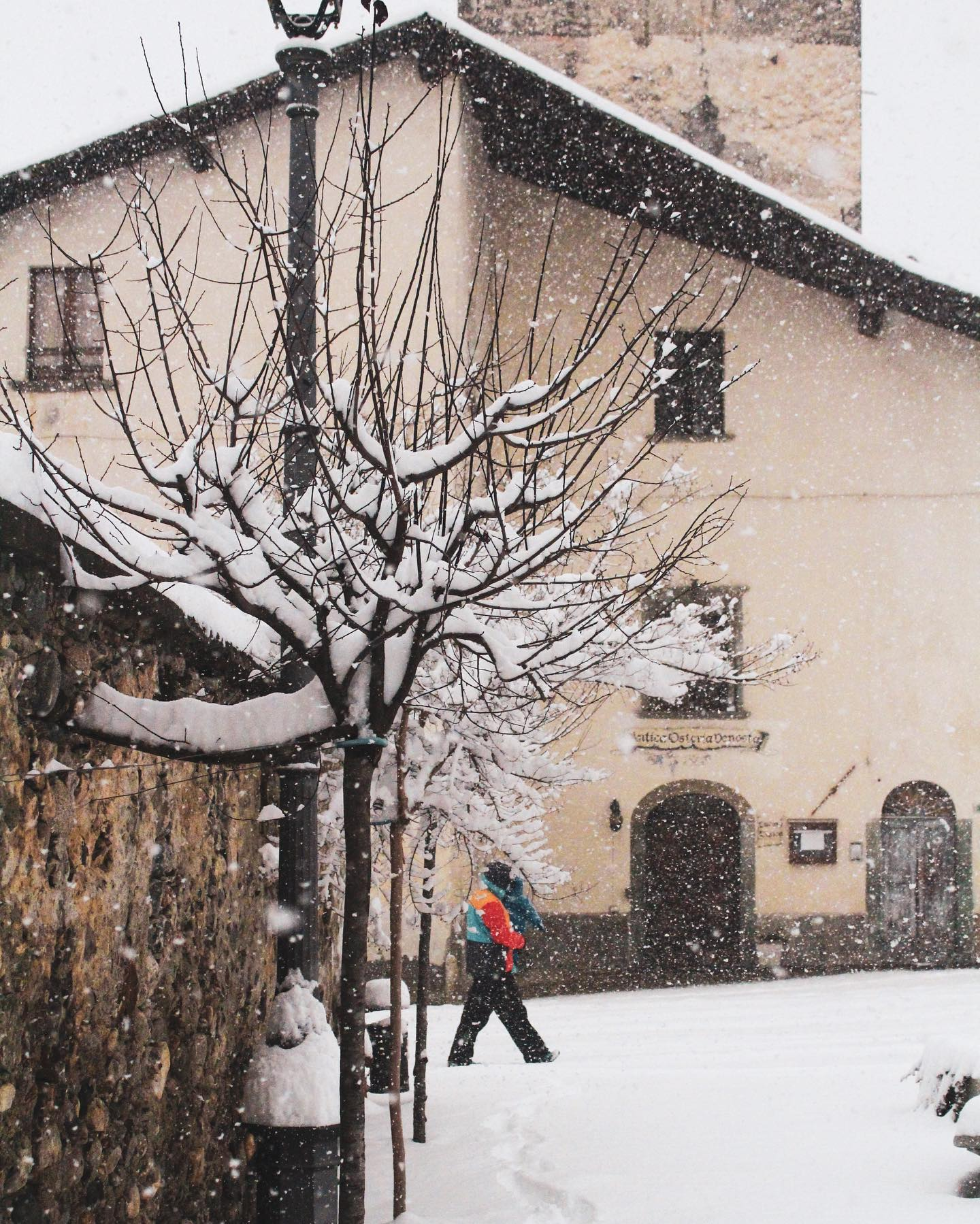
Palazzo Venosta con la neve

Il palazzo Venosta si riconosce facilmente per il possente torrione con funzione di colombaia che molto probabilmente aveva una connotazione simbolica legata al potere e al dominio della famiglia Venosta, rappresentato dal volo dei colombi sul territorio. All'interno di palazzo Venosta si possono ammirare un porticato, un loggiato cinquecentesco e una stüa.

### Architetture militari
Torre di Pedenale

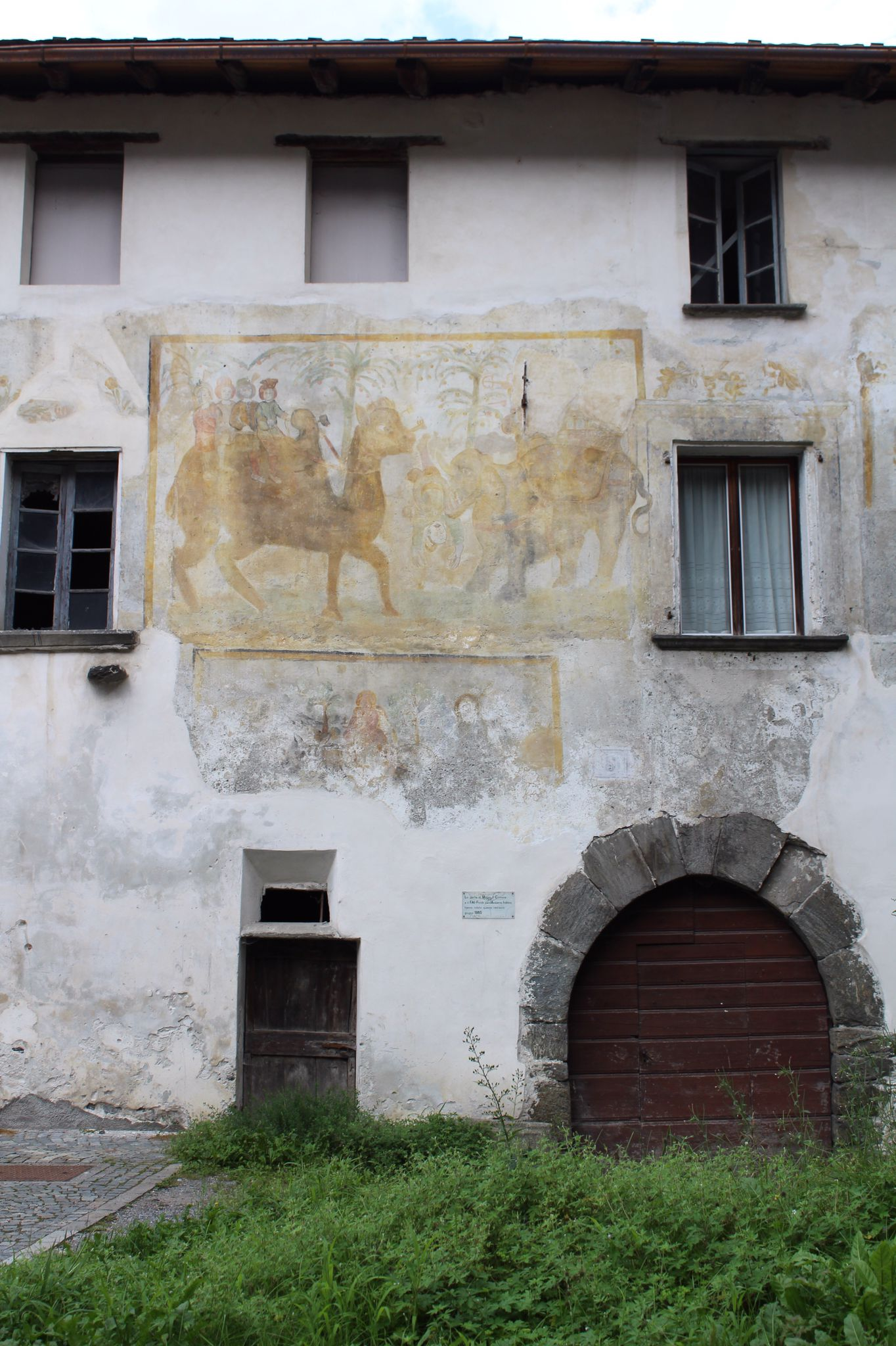
L'affresco in Vicolo della Torre

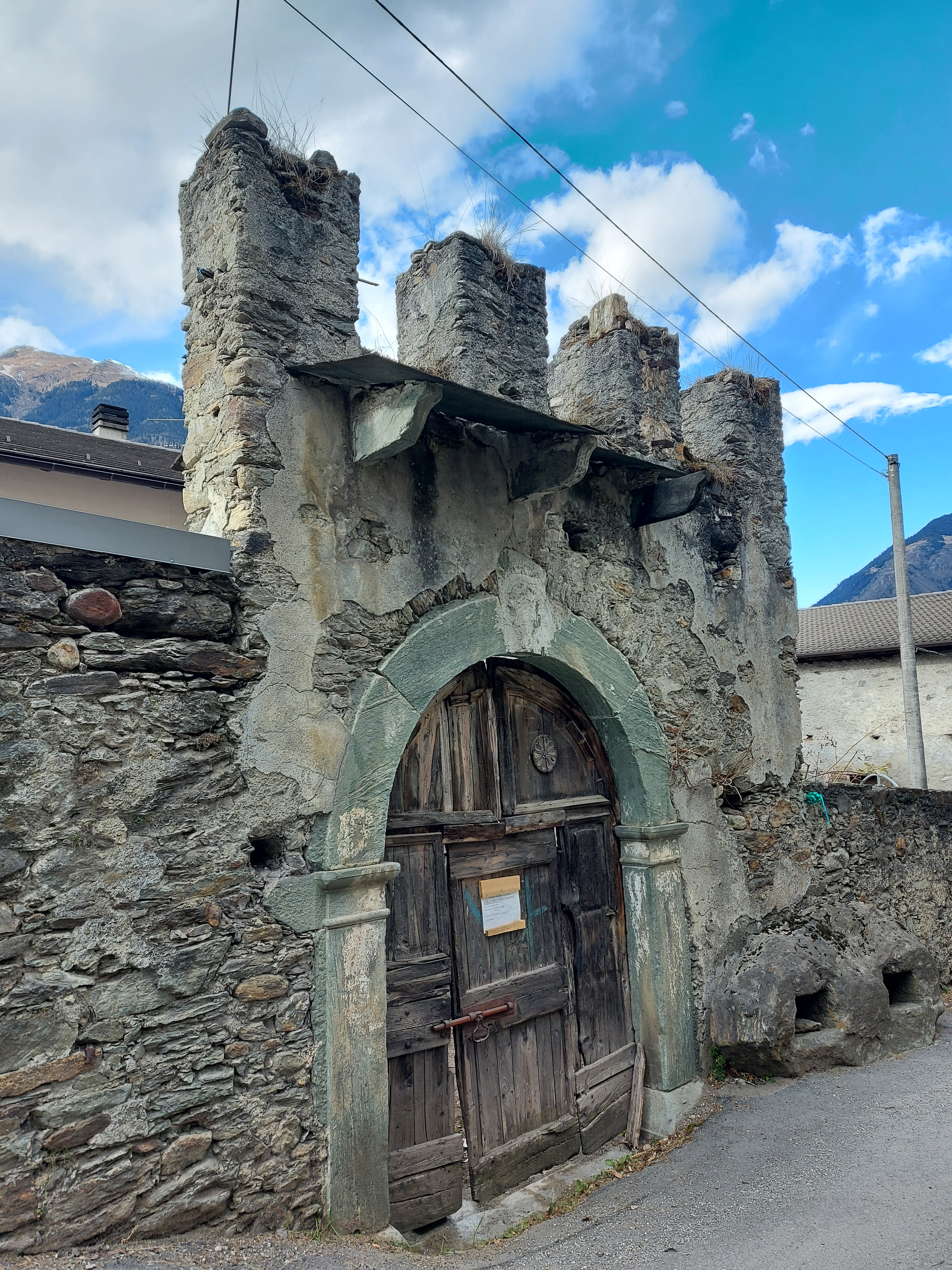
Ciò che resta delle mura difensive del Castello di Mazzo ai confini del paese

Il Castello di Mazzo (el Castel de Mazz) faceva parte di un sistema fortificato edificato dalla famiglia Venosta che proteggeva una ventina di chilometri di territorio, da Sernio a poco oltre Sondalo, e comprendeva il vicino castello di Bellaguarda a Tovo, la torre di avvistamento sul versante opposto a Mazzo e i castelli di Grosio. Questa zona era infatti di estrema importanza strategica poiché permetteva di controllare i due accessi a Bormio (ovverosia la Valgrosina e la Valdisotto) e gli spostamenti di mercanti ed eserciti da e per i paesi di lingua tedesca.
Edificato nel XIII secolo, il castello, le cui mura difensive originariamente raggiungevano i confini del paese, venne smantellato nel 1526 dai Grigioni, che per timore di una conquista da parte del Medeghino lasciarono integra solo la torre. A pianta quadrangolare, essa si sviluppa su quattro piani; le mura presentano feritoie e finestre a scopo difensivo.
Nei dintorni si intravedono resti di case a schiera che all'epoca costituivano la contrada di Pedenale.

### Siti archeologici
Nel territorio di Mazzo, sul versante orobico, a circa 900 metri di quota, sono stati rinvenuti, a partire dagli anni '80, alcuni massi cuppellati di epoca preistorica. Tali reperti presentano delle incisioni a coppella, cruciformi e altre di difficile decifrazione. Simili scoperte sono state fatte nei comuni limitrofi (Grosio, Grosotto e Tovo): si presume che questi massi, essendo posti alla stessa quota, servissero a segnare la via o fossero luoghi di culto.

### Altro
L'affresco in vicolo della Torre
L'affresco, a soggetto esotico, è ispirato con molta probabilità al racconto dei numerosi mercanti che provenienti da Venezia varcavano il Mortirolo per espandere i propri commerci verso i paesi della Rezia.
Sotto all'elefante, in basso, si può ancora intravedere una Fuga in Egitto o presunta tale, che induce a ritenere che il soggetto potesse essere un misto religioso.

## Società

### Evoluzione demografica
Abitanti censiti

## Economia
L'economia fino agli anni sessanta era prevalentemente agricola (cereali, patate, ortaggi, foraggi e frutta) e basata sull'allevamento bovino. In tempi recenti si segnala la produzione lattiero-casearia e della bresaola. Sono inoltre presenti industrie del legno e meccaniche.

## Amministrazione
| Periodo           | Periodo           | Primo cittadino         | Partito      | Carica  | Note   |
| ----------------- | ----------------- | ----------------------- | ------------ | ------- | ------ |
| 23 aprile 1995    | 13 giugno 1999    | Enrico Pozzi            | Lista civica | Sindaco | [ 19 ] |
| 14 giugno 1999    | 13 giugno 2004    | Adriana Caterina Senini | Lista civica | Sindaco | [ 19 ] |
| 14 giugno 2004    | 6 giugno 2009     | Matteo Pini             | Lista civica | Sindaco | [ 19 ] |
| 7 giugno 2009     | 30 maggio 2015    | Clotildo Parigi         | Lista civica | Sindaco | [ 19 ] |
| 31 maggio 2015    | 20 settembre 2020 | Franco Matteo Saligari  | Lista civica | Sindaco | [ 19 ] |
| 20 settembre 2020 | in carica         | Franco Matteo Saligari  | Lista civica | Sindaco | [ 19 ] |